# Interreg

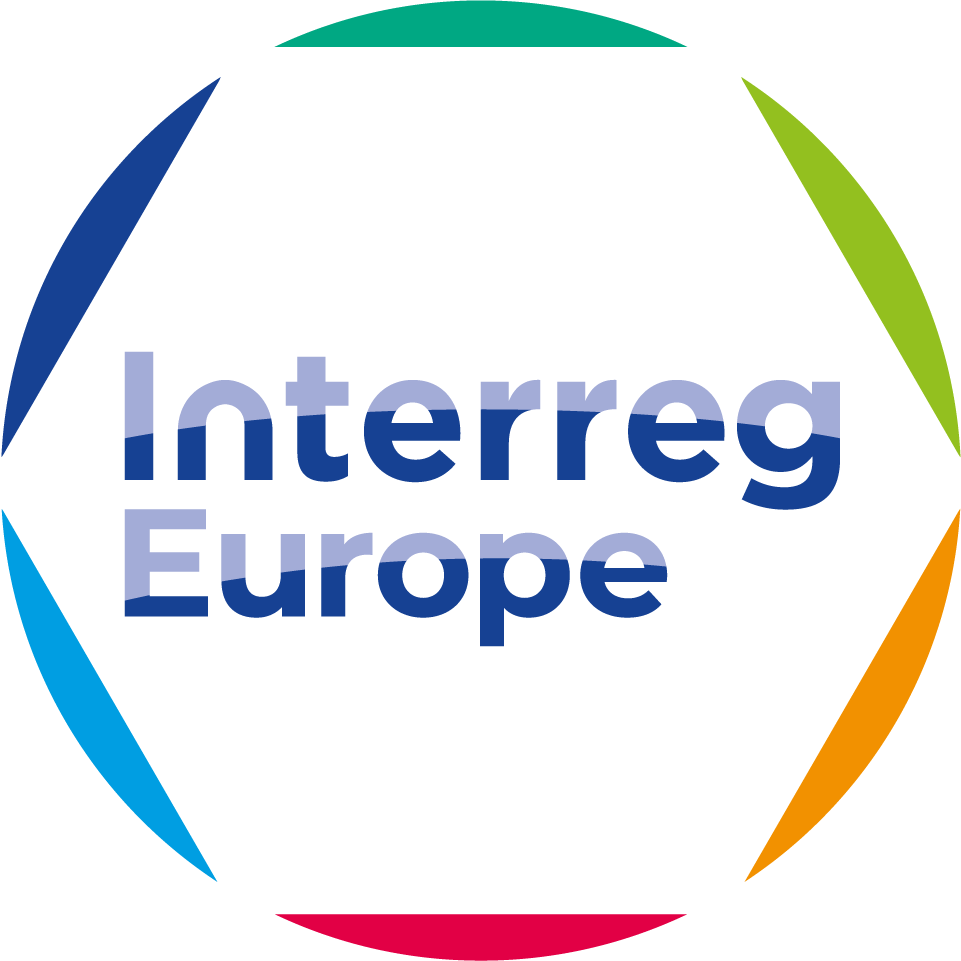
Logo d'Interreg Europe en 2021.

Interreg est un programme européen visant à promouvoir la coopération entre les régions européennes et le développement de solutions communes dans les domaines du développement urbain, rural et côtier, du développement économique et de la gestion de l’environnement. Il est financé par le FEDER à hauteur de 7,75 milliards d'euros. L'actuel programme se dénomme Interreg VI, il couvre la période 2021-2027. Pour cette période, 268 millions d'euros seront alloués au programme pour soutenir des projets répondant aux 5 thèmes de coopération.
Ce programme de « Coopération territoriale européenne » est divisé en cinq thématiques de coopération :
- Recherche et innovation : Soutenir les entreprises, la croissance, la relance de l’activité économique via l’innovation et la recherche appliquée.
- Climat et environnement : Renforcer la résilience et l'adaptation des territoires face aux risques liés au changement climatique.
- Mobilité : Améliorer les schémas de mobilité (personnes et fret) transfrontaliers et promouvoir une mobilité urbaine et rurale, multimodale, durable, résiliente face au changement climatique.
- Cohésion sociale : Soutenir la cohésion sanitaire, sociale, culturelle et touristique du territoire.
- Gouvernance : Renforcer les capacités des autorités publiques dans le processus de prise de décision et d’organisation de la gouvernance et de la coopération territoriale.

Les programmes Interreg sont gérés par la Commission européenne auprès  de la politique régionale Inforegio.

## Participation de la Suisse
La Suisse participe au programme européen de coopération territoriale Interreg depuis 1990, en dépit de son statut de pays non membre de l’Union européenne. Cette implication s’inscrit dans le cadre de la coopération transfrontalière, transnationale et interrégionale avec les pays voisins, notamment la France, l’Italie, l’Allemagne et l’Autriche. Depuis 2008, la contribution suisse au programme Interreg est encadrée par la Nouvelle politique régionale (NPR), qui permet à la Confédération et aux cantons de cofinancer les projets éligibles aux objectifs du programme. Cette contribution se traduit par une participation aux volets A, B et C de la coopération interrégionale. 
Durant la période de programmation 2021–2027 (Interreg VI), la Suisse alloue une enveloppe de 56 millions de francs suisses pour soutenir les projets de coopération dans les régions frontalières. Les projets soutenus visent notamment à améliorer l’innovation, la transition écologique, la mobilité durable et la cohésion sociale entre les territoires. La participation suisse se matérialise également par le recours aux instruments de financement nationaux comme les aqua-prêts bonifiés via la Banque des territoires, ainsi qu’un appui accru des cantons et agences de développement économique régionales. Le partenariat avec les régions françaises a été intensifié sur des thématiques telles que la gestion de l’eau, le climat, la recherche et l’aménagement du territoire. La Suisse est aussi présente dans les instances de suivi et de gouvernance du programme Interreg, et elle contribue à l’élaboration commune des priorités stratégiques et au renforcement de l’intégration territoriale en Europe.

## Effets du Brexit
Avant le Brexit, la "Coopération Territoriale Européenne" comprenait un programme spécifique, dit Programme Interreg France (Manche) Angleterre visant à soutenir financièrement des projets bénéficiant aux régions françaises et anglaises éligibles du Programme autour de la Manche.
En accord avec le gouvernement britannique et la Commission européenne, et à la suite d'une communication sur le Brexit de décembre 2020, le financement du programme Interreg a été maintenu et garanti jusqu'à l'achèvement du programme le 31 décembre 2023, et des consignes ont été données et mises à jour sur les questions de transferts de données, dans le cadre de l'accord de commerce et de coopération entre l'UE et le Royaume-Uni et de son mécanisme de transition (qui autorise provisoirement la libre circulation des données à caractère personnel de l'UE/EEE vers le Royaume-Uni après la période de transition, jusqu'à l'entrée en vigueur des décisions d'adéquation). Le programme Interreg 2 Mers ne sera pas renouvelé, mais une bibliothèque des projets a été constituée .